# Rudolf Thiel (Schriftsteller)
Ferdinand „Rudolf“ Thiel (* 23. Juli 1899 in Kaiserslautern; † 28. September 1981 in Aschaffenburg) war ein deutscher Schriftsteller.

## Leben

### Jugend und Kriegszeit
Rudolf Thiel, jüngster Sohn des Hütteningenieurs Otto Thiel, verlebte seine Jugend in Landstuhl und schloss die Schulzeit am humanistischen Gymnasium in Kaiserslautern, dem heutigen Albert-Schweitzer-Gymnasium, als 18-Jähriger am 1. September 1917 mit einem Notabitur ab, um am selben Tag als Pionier in den Ersten Weltkrieg zu ziehen. Mit Ende des Krieges wurde er im Rang eines Vizefeldwebels vom Militärdienst entlassen.

### Studium
Er kehrte nach Landstuhl zurück und gab vom Januar 1919 an seiner ehemaligen Schule, der Lateinschule in Landstuhl, dem heutigen Sickingen-Gymnasium, Vertretungsunterricht in Mathematik. Zum Sommersemester des gleichen Jahres schrieb er sich für das Studium der neuen Philologie an der Universität Bonn ein.
Im folgenden Wintersemester wechselte er an die Universität München, wo er das Fach Biologie studierte. Nach diesem zweisemestrigen Intermezzo in München kehrte er zum Wintersemester 1921 zurück nach Bonn und legte am 12. Mai 1923 die Prüfung für das Lehramt an höheren Schulen (I. Staatsprüfung) in den Fächern Physik und Biologie, sowie Mathematik mit Auszeichnung ab.

### Berufstätigkeit

#### Lehrertätigkeit
Für eine kurze Zeit (25. Juni bis 30. Oktober 1923) fand Rudolf Thiel an der privaten „Kalkuhlschen Oberrealschule“, dem heutigen Ernst-Kalkuhl-Gymnasium, in Bonn-Oberkassel eine erste Anstellung als Lehrer.
Bereits im November des gleichen Jahres wechselte er als Studienrat an die „Höhere Weibliche Bildungsanstalt“, die frühere „Städtische Höhere Töchterschule“, in Kaiserslautern, dem heutigen BurgGymnasium. Einem Versetzungsgesuch wurde stattgegeben und er konnte mit Beginn des Oktobers 1926 eine Anstellung an dem Mädchengymnasium Sophie-Charlotte-Oberschule im Bezirk Charlottenburg-Wilmersdorf in Berlin antreten. Ab dem 1. April 1927 wurde er dort fest angestellt, widmete sich aber in der Folge zunehmend der Schriftstellerei.

#### Schriftsteller
1928 erschien sein „Biologiebuch für den Arbeitsunterricht der Untersekunda (Obersekunda d. Gymnasien)“. Ab 1930 erschien sein Roman „Männer gegen Tod und Teufel“. Weiterhin trat Rudolf Thiel mit konfessionellen Schriften hervor, insbesondere mit der zweibändigen Ausgabe über das Leben Martin Luthers.
1936 beantragte der damalige Reichskirchenminister Hanns Kerrl, der von Thiels Schriften besonders angetan war, dessen Freistellung vom Lehramt. Im Oktober 1936  veröffentlichte er anlässlich des 150. Geburtstags Friedrichs des Großen in der Zeitschrift Das Innere Reich eine Charakterstudie des Monarchen, in der er diesen als „fragwürdigste Gestalt unserer Geschichte“ bezeichnete. Die SS-Zeitschrift Das schwarze Korps reagierte mit verkürzten Zitaten und bezeichnete Thiels Artikel unter dem Titel „Und das nennt sich Inneres Reich“ als „groteske Unverschämtheit“. Joseph Goebbels notierte am 13. Oktober 1936 dazu in sein Tagebuch:

„Gestern: gelesen, gearbeitet. Zwei Zeitschriften „Inneres Reich“ und „Querschnitt“ wegen dreister Unverschämtheiten verboten. Das hat wohlgetan. Die waren wieder frech wie Dreck.“

Ab 1. September 1941 wurde Thiel in den Ruhestand versetzt und widmete sich fortan gänzlich der Schriftstellerei.

## Werke
Originalausgaben
- Biologiebuch für den Arbeitsunterricht der Untersekunda (Obersekunda d. Gymnasien). Monographie, 1928.
- Männer gegen Tod und Teufel. 1930.
- Die Generation ohne Männer. 1932.
- Luther: Von 1483 bis 1522. Paul Neff Verlag GmbH Berlin, 1933.
- Luther: Von 1522 bis 1546. Paul Neff Verlag GmbH Berlin, 1935.
- Martin Luthers großer Krieg ums Abendmahl. 1935.
- Jesus Christus und die Wissenschaft. Mit einem Nachwort von Rechtsminister Hanns Kerrl; Berlin, Paul Neff Verlag, 1938.
- Drei Markus-Evangelien. 1938.
- Preußische Soldaten. 1940.
- Ruhm und Leiden der Erfinder. 1942.
- Die dritte Weltmacht: Bundesstaat Europa in 4 Wochen. 1953.
- Und es ward Licht: Roman der Weltallforschung. Rowohlt Verlag, Hamburg, 1956.[8]
- Das Herz gewogen: Große Soldaten von Derfflinger bis Schlieffen. Bonn 1957.
- Das kleine Planetarium. 1957.
- Der Roman der Erde. 1959.
- Der Himmel voller Geigen: Das Leben der großen Symphoniker. 1963
- Bildhauer Walter Fischer, Bühl – hochstilisierte Allround-Plastik. ca. 1980.